# Limnocottus bergianus
Limnocottus bergianus (широколобка плоска) — вид скорпеноподібних риб родини Abyssocottidae.

## Поширення
Ця прісноводна риба є ендеміком озера Байкал у Росії. Мешкає на глибині у межах 100—1000 м.

## Опис
Самці можуть досягти завдовжки 22,5 см.

## Спосіб життя
L. bergianus живиться, в основному, дрібною рибою та  бокоплавами.